# Acupicta flemingi
Acupicta flemingi är en fjärilsart som beskrevs av John Nevill Eliot 1974. Acupicta flemingi ingår i släktet Acupicta och familjen juvelvingar. Inga underarter finns listade i Catalogue of Life.